# Tapellaria moelleri
Tapellaria moelleri är en lavart som först beskrevs av Henriq., och fick sitt nu gällande namn av R. Sant. 1952. Tapellaria moelleri ingår i släktet Tapellaria och familjen Ectolechiaceae.   Inga underarter finns listade i Catalogue of Life.